# Cape Bruce
Cape Bruce är en udde i Antarktis. Den ligger i Östantarktis. Australien gör anspråk på området.
Terrängen inåt land är kuperad åt sydväst, men österut är den platt. Havet är nära Cape Bruce åt nordost. Trakten är obefolkad. Det finns inga samhällen i närheten.